# Djursland
Le Djursland (prononciation danoise : [ˈdjuːʔʀslanʔ]) est une péninsule danoise d'une superficie de 1 410,7 km2 située au milieu de la côte est du Jutland central, au nord d'Århus et au sud de Randers.
La péninsule est divisée en deux communes : Norddjurs et Syddjurs.

## Description
Le Djursland  est une péninsule de plaine vallonnée de 44 × 33 km située au Danemark, à l'entrée de la mer Baltique, entre le Danemark et la Suède. Le Djursland s'avance dans le Cattégat, faisant partie de la péninsule plus large du Jutland.
La seule grande ville du Djursland est Grenå, suivie de Randers et Aarhus. L'agriculture et la pêche sont les piliers de la culture rurale depuis des millénaires. Le Djursland recèle de nombreux vestiges préhistoriques qui remontent aux premières cultures de l'âge de pierre nordique.
Le Djursland est un lieu de loisirs très prisé en été et propose de nombreuses activités aux touristes. Il attire à la fois les Danois et les étrangers, et le tourisme est aujourd'hui un important pourvoyeur d'emplois et d'activités économiques.
Depuis 2009, une  partie du Djursland fait partie du parc national de Mols Bjerge'.

## Climat
Le climat de Djursland est doux et tempéré, influencé par le courant nord-atlantique. Les vents dominants sont ceux de l'ouest et du sud-ouest. Les précipitations annuelles sont de 700 mm. La température estivale moyenne est de 16 degrés Celsius et le mois le plus froid est janvier avec une température moyenne de 0,5 degré. La température moyenne a baissé de 0,2 degré au cours des 60 dernières années au Danemark.

## Économie

### Agriculture et silviculture
Les cultures prédominantes sont l'orge, le blé, le colza et, ces dernières années, le maïs, qui pousse dans sa partie septentrionale . Un peu plus de 10 % du Djursland est couvert de forêts (plantations) et les arbres les plus courants sont l'épicéa commun, le pin sylvestre et le hêtre.

### Tourisme
Le Djursland méridional compte 22 plages de sable, chacune avec des zones adjacentes de locations d'été et de chalets.

## Démographie
La densité de population du Djursland est de 42 habitants par km², contre 126 pour l'ensemble du Danemark. Le Danemark compte 5,6 millions d'habitants, dont 80 000 vivent dans le Djursland.